# 東京ヴェルディクラブ
一般社団法人東京ヴェルディクラブ（とうきょうヴェルディクラブ）は、東京都稲城市にあるスポーツクラブである。

## 概要
下地は、1969年に日本テレビ放送網サッカー部を母体として、読売新聞社と日本テレビが共同で設立した日本初のクラブチーム形式のサッカーチーム・読売サッカークラブ、のちのヴェルディ川崎→東京ヴェルディである。
日本プロサッカーリーグ（Jリーグ）が、サッカーを中心核として、総合型スポーツクラブづくりを目指す「Jリーグ百年構想」の実現に向けて、2001年、東京教員バレーボール部（男子）の事業譲渡を受け、教職員以外の一般社会人にも門戸を開放したクラブチーム・「東京ヴェルディバレーボールチーム」を設立。それ以後も、トライアスロン、フットサル、ビーチサッカー（男子）、チアダンス、ビーチバレーボールの各部を開設し、2018年に総合スポーツクラブの実現へ向けた一環として、当法人を設立し、東京ヴェルディ株式会社が運営する男女サッカー部を除く各部門を傘下に収めた。その後2019年に3x3（3人制バスケットボール）、5人制の一般的なバスケットボール、フィールドホッケー（女子）、ゴルフ部、2021年には横峯さくら主宰のゴルフアカデミーと女子ビーチサッカー部、2022年にはフットゴルフ部を設立した。
また、2019年は前身の読売SCの結成から50周年を迎えるにあたり、スポーツのみならず、ブランドビジネスと総合クラブの実現へ向けて、「東京で未来を創る。ALL VERDY IN TOKYO」をコンセプトとしたリブランディング（シャレン! Jリーグ社会連携）を開始するようになり、スポーツレクリエーションのほか、eスポーツ、音楽・エンターテインメントにも幅を広げ、異業種・異競技間交流を促進することによって、多様な人材の育成と新たなエンターテインメントを創造する総合クラブづくりを目指す。このブランディング戦略が2020年度グッドデザイン賞をJリーグクラブとして初受賞した 。

## 法人所在地
- 法人名：一般社団法人東京ヴェルディクラブ
- 設立：2018年8月8日
- 本部登記所在地：稲城市矢野口4015ｰ1[6]

## 現在展開しているスポーツクラブ

### 東京ヴェルディ株式会社運営
- 男子サッカー部（東京ヴェルディ1969 J1リーグ）
- 女子サッカー部（日テレ・東京ヴェルディベレーザ .weリーグ）

### 一般社団法人東京ヴェルディクラブ運営
- 男子バレーボール部（東京ヴェルディバレーボールチーム　V.LEAGUE3部）
- トライアスロン部
- ビーチサッカー部（東京ヴェルディビーチサッカー）
- eスポーツ部
- フットサル部
- チアダンス部
- 野球部（東京ヴェルディ・バンバータ　軟式野球）
- ビーチバレーボール部（東京ヴェルディWINDSビーチバレーボールチーム）
- 女子フィールドホッケー部
- 3x3部
- ゴルフ部
- セパタクロー部
- スケートボード部
- フットゴルフ部
- ソサイチ部
- フラッグフットボール部[7]

### 支援企業
- amadana/アマダナスポーツエンタテインメント

### 各部門ごとのウェブサイト
- 男子サッカー部
- 日テレ・東京ヴェルディベレーザ（女子サッカー部）
- 男子バレーボール部
- トライアスロン部
- 男子ビーチサッカー部
- eスポーツ部
- フットサル部
- チアダンス部
- 東京ヴェルディ・バンバータ（野球部）
- 男子ビーチバレーボール部
- 女子フィールドホッケー部
- 3x3バスケットボール部
- 横峯さくらゴルフアカデミー（ゴルフ部）
- セパタクロー部
- スケートボード部
- フットゴルフ部
- ソサイチ部
- フラッグフットボール部